# Guanzhang
Guanzhang (kinesiska: 灌涨, 灌涨镇) är en köping i Kina. Den ligger i provinsen Henan, i den centrala delen av landet, omkring 250 kilometer sydväst om provinshuvudstaden Zhengzhou. Antalet invånare är 45 046. Befolkningen består av 22 266 kvinnor och 22 780 män. Barn under 15 år utgör 23,0 %, vuxna 15-64 år 66 %, och äldre över 65 år 9,0 %.
Genomsnittlig årsnederbörd är 858 millimeter. Den regnigaste månaden är augusti, med i genomsnitt 142 mm nederbörd, och den torraste är januari, med 8 mm nederbörd.